# جان نيميك
جان نيميك (بالإنجليزية: Jan Němec)‏ (و. 1936 – 2016 م) هو ممثل، وتربوي، وكاتب سيناريو، ومخرج سينمائي، وممثل أفلام من تشيكوسلوفاكيا، التشيك . ولد في براغ .
توفي في براغ .

## جوائز وترشيحات
حصل على جوائز منها:
- Medal of Merit.

## روابط خارجية
- يان نيميتس على موقع IMDb (الإنجليزية)
- يان نيميتس على موقع ألو سيني (الفرنسية)
- يان نيميتس على موقع أول موفي (الإنجليزية)
- يان نيميتس على موقع قاعدة بيانات الأفلام السويدية (السويدية)
- يان نيميتس على موقع قاعدة بيانات الفيلم (الإنجليزية)
- يان نيميتس على موقع كينوبويسك (الروسية)